# Британска Индија
Британска Индија је била део Британске империје. Појам је дефинисан у Акту британског парламента из 1889. године у коме се каже да се под термином Британска Индија подразумевају све територије под влашћу британског краљевског височанства преко генералног гувернера за Индију или неког другог службеника који је подређен генералном гувернеру Индије.
Британски раж (од rāj, дословно, „управа“ на санскрту и хиндустанском језику) била је владавина Британске круне на Индијском потконтиненту од 1858. до 1947. Ова управа се такође назива владавина круне у Индији, или директна владавина у Индији. Регија под британском контролом често се називала Индија у савременој употреби, и обухватала је подручја под директном управом Уједињеног Краљевства, која су се заједнички звала Британска Индија, и подручја којима су владали домородачки владари, али под британским туторством или надредством, звана кнежевске државе. Регион се понекад називао Индијским царством, мада не и званично.
Овај систем управљања успостављен је 28. јуна 1858. године, када је, након Индијске побуне 1857. године, владавина Источноиндијске компаније пренета на круну у лику краљице Викторије (која је 1876. године проглашена за царицу Индије). То је трајало до 1947. године, када је Британски Рај подељен на две суверене државе: Унију Индије (касније Република Индија) и Пакистан (касније Исламска Република Пакистан). Касније је Народна Република Бангладеш стекла независност од Пакистана. На почетку Ража 1858. Доња Бурма је већ била део Британске Индије; Горња Бурма је додата 1886, а резултирајућа унија, Бурма, управљана је као аутономна покрајина до 1937, када је постала засебна британска колонија, која је стекла сопствену независност 1948. Преименована је у Мјанмар 1989. Провинција главног комесара Аден је такође била део Британске Индије на почетку британског Ража, а постала је засебна колонија позната као колонија Аден 1937. године.
Као Индија, она је била један од оснивача Лиге народа и један од оснивача Уједињених нација у Сан Франциску 1945. године. Индија је била држава учесница Летњих олимпијских игара 1900, 1920, 1928, 1932, и 1936.

## Географски опсег
Британска власт се простирала на скоро читаву данашњу Индију, Пакистан, Бангладеш и Мјанмар, осим малих поседа других европских нација као што су Гоа и Пондичери. Ова област је веома разнолика, обухвата Хималајске планине, плодне поплавне равнице, Индо-Гангску равницу, дугу обалу, тропске суве шуме, сушне планине и пустињу Тар. Поред тога, у различитим временима, обухватала је Аден (од 1858. до 1937. године), Доњу Бурму (од 1858. до 1937. године), Горњу Бурму (од 1886. до 1937. године), Британски Сомалиленд (накратко од 1884. до 1898. године) и Стрејтс насеобине (кратко од 1858. до 1867. године). Бурма је била одвојена од Индије и њоме је директно управљала Британска круна од 1937. до њене независности 1948. Мировне државе Персијског залива и друге државе под Резиденцијом Персијског залива биле су теоретски кнежевске државе, као и председништва и провинције Британске Индије до 1947. и користили су рупију као своју јединичну валуту.
Између осталих земаља у региону, Цејлон, који се у то време односио на приобалне регионе и северни део острва (данас Шри Ланка) је 1802. године уступљен Британији према Уговору из Амијена. Ови приобални региони су били привремено под администрацијом Мадраса између 1793. и 1798. године, али у каснијим периодима британски гувернери су извештавали Лондон, а он није био део Ража. Краљевине Непал и Бутан, након што су ратовале са Британцима, касније су потписале уговоре са њима и Британци су их признали као независне државе. Краљевина Сиким је успостављена као кнежевска држава након англо-сикимског уговора из 1861. године; међутим, питање суверенитета је остало недефинисано. Малдивска острва су била британски протекторат од 1887. до 1965. године, али нису била део Британске Индије.
- Британски Раж и околне земље приказане су 1909. године.

### Специјализоване теме
- Baker, David (1993), Colonialism in an Indian Hinterland: The Central Provinces, 1820–1920, Delhi: Oxford University Press. Pp. xiii, 374, ISBN 978-0-19-563049-7
- Bayly, Christopher (2000), Empire and Information: Intelligence Gathering and Social Communication in India, 1780–1870 (Cambridge Studies in Indian History and Society), Cambridge University Press. Pp. 426, ISBN 978-0-521-66360-1
- Bayly, Christopher; Harper, Timothy (2005), Forgotten Armies: The Fall of British Asia, 1941–1945, Harvard University Press, ISBN 978-0-674-01748-1, Приступљено 22. 9. 2013
- Bayly, Christopher; Harper, Timothy (2007), Forgotten Wars: Freedom and Revolution in Southeast Asia, Harvard University Press, ISBN 978-0-674-02153-2, Приступљено 21. 9. 2013
- Bayly, Christopher Alan (2016), Imperial Meridian: The British Empire and the World 1780-1830, Routledge}.
- Bose, Sudhindra (1916), Some Aspects of British Rule in India, Studies in the Social Sciences, V (1), Iowa City: The University, стр. 79—81
- Brown, Judith M (1991). Gandhi: Prisoner of Hope.. scholarly biography
- Brown, Judith M.; Louis, Wm. Roger, ур. (2001), Oxford History of the British Empire: The Twentieth Century, Oxford University Press. pp. 800, ISBN 978-0-19-924679-3
- Buckland, C.E. (1906). Dictionary of Indian Biography. 495 pp. full text
- Carrington, Michael (мај 2013), „Officers, Gentlemen, and Murderers: Lord Curzon's campaign against "collisions" between Indians and Europeans, 1899–1905”, Modern Asian Studies, 47 (3): 780—819, S2CID 147335168, doi:10.1017/S0026749X12000686
- Chandavarkar, Rajnarayan (1998), Imperial Power and Popular Politics: Class, Resistance and the State in India, 1850–1950, (Cambridge Studies in Indian History & Society). Cambridge University Press. Pp. 400, ISBN 978-0-521-59692-3.
- Chatterji, Joya (1993), Bengal Divided: Hindu Communalism and Partition, 1932–1947, Cambridge University Press. Pp. 323, ISBN 978-0-521-52328-8.
- Copland, Ian (2002), Princes of India in the Endgame of Empire, 1917–1947, (Cambridge Studies in Indian History & Society). Cambridge University Press. Pp. 316, ISBN 978-0-521-89436-4.
- Das, Manmath Nath (1964). India under Morley and Minto: politics behind revolution, repression and reforms. G. Allen and Unwin. ISBN 9780049540026.
- Davis, Mike (2001), Late Victorian Holocausts, Verso Books, ISBN 978-1-85984-739-8
- Dewey, Clive (2003). Anglo-Indian Attitudes: The Mind of the Indian Civil Service.
- Ewing, Ann (јун 1982). „Administering India: The Indian Civil Service”. History Today. 32 (6): 43—48., covers 1858–1947
- Fieldhouse, David (1996), „For Richer, for Poorer?”,  Ур.: Marshall, P. J., The Cambridge Illustrated History of the British Empire, Cambridge: Cambridge University Press. Pp. 400, стр. 108—146, ISBN 978-0-521-00254-7
- Gilmartin, David (1988). Empire and Islam: Punjab and the Making of Pakistan. University of California Press. ISBN 978-0-520-06249-8.. 258 pages. .
- Gilmour, David (2006). Curzon: Imperial Statesman. Macmillan. ISBN 978-0-374-53024-2.
- Gopal, Sarvepalli (2008). British Policy in India 1858–1905.
- Gopal, Sarvepalli (1976), Jawaharlal Nehru: A Biography, Harvard U. Press, ISBN 978-0-674-47310-2, Приступљено 21. 2. 2012
- Gopal, Sarvepalli (1957). Viceroyalty of Lord Irwin 1926–1931.
- Gopal, Sarvepalli (1953), The Viceroyalty of Lord Ripon, 1880–1884, Oxford U. Press, Приступљено 21. 2. 2012
- Gould, William (2004), Hindu Nationalism and the Language of Politics in Late Colonial India, Cambridge U. Press. Pp. 320.
- Grove, Richard H. (2007), „The Great El Nino of 1789–93 and its Global Consequences: Reconstructing an Extreme Climate Even in World Environmental History”, The Medieval History Journal, 10 (1&2): 75—98, S2CID 162783898, doi:10.1177/097194580701000203, hdl:1885/51009
- Hall-Matthews, David (новембар 2008), „Inaccurate Conceptions: Disputed Measures of Nutritional Needs and Famine Deaths in Colonial India”, Modern Asian Studies, 42 (6): 1189—1212, S2CID 146232991, doi:10.1017/S0026749X07002892
- Headrick, Daniel R. (1988), The tentacles of progress: technology transfer in the age of imperialism, 1850–1940
- Hyam, Ronald (2007), Britain's Declining Empire: The Road to Decolonisation, 1918–1968, Cambridge University Press, ISBN 978-0-521-86649-1
- Imperial Gazetteer of India vol. III (1907), The Indian Empire, Economic (Chapter X: Famine), pp. 475–502, Published under the authority of His Majesty's Secretary of State for India in Council, Oxford at the Clarendon Press. Pp. xxx, 1 map, 552.
- The Imperial Gazetteer of India, Volume IV: The Indian Empire, Administrative, Oxford: Clarendon Press, 1909
- Jalal, Ayesha (1993), The Sole Spokesman: Jinnah, the Muslim League and the Demand for Pakistan, Cambridge U. Press, 334 pages.
- Kaminsky, Arnold P (1986). The India Office, 1880–1910. Bloomsbury Academic. ISBN 0313249091.. excerpt and text search, focus on officials in London
- Khan, Yasmin (2007), The Great Partition: The Making of India and Pakistan, Yale U. Press, 250 pages, ISBN 978-0-300-12078-3
- Khan, Yasmin (2015). India At War: The Subcontinent and the Second World War. Oxford University Press. ISBN 978-0199753499.. wide-ranging scholarly survey ; also published as Khan, Yasmin. The Raj At War: A People's History Of India's Second World War (2015) a major, comprehensive scholarly study
- Klein, Ira (јул 2000), „Materialism, Mutiny and Modernization in British India”, Modern Asian Studies, 34 (3): 545—80, JSTOR 313141, S2CID 143348610, doi:10.1017/S0026749X00003656
- Koomar, Roy Basanta (2009), The Labor Revolt in India, BiblioBazaar, LLC, стр. 13—14, ISBN 978-1-113-34966-8
- Kumar, Deepak (2006). Science and the Raj: A Study of British India.
- Lipsett, Chaldwell (1903). Lord Curzon in India 1898–1903. ISBN 1110690029.. excerpt and text search 128pp
- Low, D. A. (2002), Britain and Indian Nationalism: The Imprint of Ambiguity 1929–1942, Cambridge University Press. Pp. 374, ISBN 978-0-521-89261-2.
- MacMillan, Margaret (2007). Women of the Raj: The Mothers, Wives, and Daughters of the British Empire in India.
- Metcalf, Thomas R. (1991), The Aftermath of Revolt: India, 1857–1870, Riverdale Co. Pub. Pp. 352, ISBN 978-81-85054-99-5
- Metcalf, Thomas R. (1997), Ideologies of the Raj, Cambridge University Press, Pp. 256, ISBN 978-0-521-58937-6
- Moore, Robin J. (2001a), „Imperial India, 1858–1914”,  Ур.: Porter, Andrew N., Oxford History of the British Empire, Volume III: The Nineteenth Century, стр. 422—46, ISBN 978-0-19-924678-6
- Moore, Robin J. "India in the 1940s", in Robin Winks, ed. Oxford History of the British Empire: Historiography, (2001b), pp. 231–42
- Nehru, Jawaharlal (1946), Discovery of India, Delhi: Oxford University Press
- Porter, Andrew, ур. (2001), Oxford History of the British Empire: Nineteenth Century, Oxford University Press. Pp. 800, ISBN 978-0-19-924678-6
- Raghavan, Srinath (2016), India's War: World War II and the Making of Modern South Asia. wide-ranging scholarly survey excerpt
- Rai, Lajpat (2008), England's Debt to India: A Historical Narrative of Britain's Fiscal Policy in India, BiblioBazaar, LLC, стр. 263—281, ISBN 978-0-559-80001-6
- Raja, Masood Ashraf (2010), Constructing Pakistan: Foundational Texts and the Rise of Muslim National Identity, 1857–1947, Oxford University Press, ISBN 978-0-19-547811-2
- Ramusack, Barbara (2004), The Indian Princes and their States (The New Cambridge History of India), Cambridge University Press. Pp. 324, ISBN 978-0-521-03989-5
- Read, Anthony, and David Fisher; (W. W. Norton, 1999) „The Proudest Day: India's Long Road to Independence”. Архивирано из оригинала 27. 06. 2008. г.; detailed scholarly history of 1940–47
- Riddick, John F (2006). The History of British India: A Chronology. Bloomsbury. ISBN 978-0-313-08623-6.
- Riddick, John F (1998). Who Was Who in British India. Bloomsbury Academic. ISBN 978-0-313-29232-3.. 5000 entries excerpt
- Shaikh, Farzana (1989), Community and Consensus in Islam: Muslim Representation in Colonial India, 1860–1947, Cambridge University Press. Pp. 272., ISBN 978-0-521-36328-0.
- Talbot, Ian; Singh, Gurharpal, ур. (1999), Region and Partition: Bengal, Punjab and the Partition of the Subcontinent, Oxford University Press. Pp. 420, ISBN 978-0-19-579051-1.
- Thatcher, Mary (2008). Respected Memsahibs: an Anthology. Hardinge Simpole.
- Tinker, Hugh (октобар 1968), „India in the First World War and after”, Journal of Contemporary History, 3 (4, 1918–19: From War to Peace): 89—107, JSTOR 259853, S2CID 150456443, doi:10.1177/002200946800300407.
- Voigt, Johannes (1988). India in The Second World War.
- Wainwright, A. Martin (1993), Inheritance of Empire: Britain, India, and the Balance of Power in Asia, 1938–55, Praeger Publishers. Pp. xvi, 256, ISBN 978-0-275-94733-0.
- Wolpert, Stanley A. (2007), „India: British Imperial Power 1858–1947 (Indian nationalism and the British response, 1885–1920; Prelude to Independence, 1920–1947)”, Encyclopædia Britannica.
- Wolpert, Stanley A (2005). Jinnah of Pakistan. Oxford University Pres.
- Wolpert, Stanley A (1962). Tilak and Gokhale: revolution and reform in the making of modern India. University of California Press. ISBN 978-0-520-03339-9.

### Економска и социјална историја
- Anstey, Vera, The economic development of India (4th ed. 1952), 677pp; thorough scholarly coverage; focus on 20th century down to 1939
- Ballhatchet, Kenneth (1980). Race, Sex, and Class under the Raj: Imperial Attitudes and Policies and Their Critics, 1793–1905. ISBN 978-0-312-66144-1..
- Chaudhary, Latika, et al. eds. (2015). A New Economic History of Colonial India.
- Derbyshire, I. D. (1987), „Economic Change and the Railways in North India, 1860–1914”, Population Studies, 21 (3): 521—45, JSTOR 312641, S2CID 146480332, doi:10.1017/s0026749x00009197
- Chaudhuri, Nupur. "Imperialism and Gender." in Encyclopedia of European Social History, edited by Peter N. Stearns, (vol. 1, 2001), pp. 515–521. online emphasis on Raj.
- Dutt, Romesh C (1906). „The Economic History of India under early British Rule”. The Economic History of India in the Victorian Age. Непознати параметар |DUPLICATE_year= игнорисан (помоћ).   online
- Gupta, Charu, ур. (2012). Gendering Colonial India: Reforms, Print, Caste and Communalism.
- Hyam, Ronald (1990). Empire and Sexuality: The British Experience. Manchester University Press. ISBN 978-0-7190-2504-4..
- Kumar, Dharma; Desai, Meghnad (1983), The Cambridge Economic History of India, Volume 2: c. 1757–c. 1970, Cambridge University Press, ISBN 978-0-521-22802-2
- Lockwood, David (2012). The Indian Bourgeoisie: A Political History of the Indian Capitalist Class in the Early Twentieth Century. I.B. Tauris.. focus on Indian entrepreneurs who benefited from the Raj, but ultimately sided with the Indian National Congress.
- O'Dell, Benjamin D (2014). „Beyond Bengal: Gender, Education, And The Writing Of Colonial Indian History”. Victorian Literature and Culture. 42 (3): 535—551. S2CID 96476257. doi:10.1017/S1060150314000138.
- Roy, Tirthankar (лето 2002), „Economic History and Modern India: Redefining the Link”, The Journal of Economic Perspectives, 16 (3): 109—30, JSTOR 3216953, doi:10.1257/089533002760278749
- Sarkar, J. (2013, reprint). Economics of British India ... Third edition. Enlarged and partly rewritten. Calcutta: M.C. Sarkar & Sons.
- Simmons, Colin (1985), „'De-Industrialization', Industrialization and the Indian Economy, c. 1850–1947”, Modern Asian Studies, 19 (3): 593—622, JSTOR 312453, S2CID 144581168, doi:10.1017/s0026749x00007745
- Sinha, Mrinalini (1995), Colonial Masculinity: The 'Manly Englishman' and the 'Effeminate Bengali' in the Late Nineteenth Century.
- Strobel, Margaret (1991). European Women and the Second British Empire. Indiana University Press. ISBN 978-0-253-20631-2..
- Tirthankar, Roy (2014), „Financing the Raj: the City of London and colonial India 1858–1940”, Business History, 56 (6): 1024—1026, S2CID 153716644, doi:10.1080/00076791.2013.828424
- Tomlinson, Brian Roger (1993), The Economy of Modern India, 1860–1970, New Cambridge history of India, Volume III, 3, Cambridge University Press, стр. 109, ISBN 978-0-521-36230-6
- Tomlinson, Brian Roger (октобар 1975). „India and the British Empire, 1880–1935”. Indian Economic and Social History Review. 12 (4): 337—380. S2CID 144217855. doi:10.1177/001946467501200401.

### Историографија и сећање
- Andrews, C.F. (2017). India and the Simon Report. Routledge reprint of 1930 first edition. стр. 11. ISBN 9781315444987.
- Durant, Will (2011, reprint). The case for India. New York: Simon and Schuster.
- Ellis, Catriona (2009). „Education for All: Reassessing the Historiography of Education in Colonial India”. History Compass. 7 (2): 363—75. doi:10.1111/j.1478-0542.2008.00564.x.
- Gilmartin, David (2015). „The Historiography of India's Partition: Between Civilization and Modernity”. The Journal of Asian Studies. 74 (1): 23—41. S2CID 67841003. doi:10.1017/s0021911814001685.
- Major, Andrea (2011). „Tall tales and true: India, historiography and British imperial imaginings”. Contemporary South Asia. 19 (3): 331—32. S2CID 145802033. doi:10.1080/09584935.2011.594257.
- Mantena, Rama Sundari (2012). The Origins of Modern Historiography in India: Antiquarianism and Philology. ISBN 978-0-230-34101-2.
- Moor-Gilbert, Bart (1996). Writing India, 1757–1990: The Literature of British India.. on fiction written in English
- Mukherjee, Soumyen (2014). „Origins of Indian Nationalism: Some Questions on the Historiography of Modern India.”. Sydney Studies in Society and Culture. 13. . online
- Parkash, Jai. "Major trends of historiography of revolutionary movement in India – Phase II." (PhD dissertation, Maharshi Dayanand University, 2013). online
- Philips, Cyril H., ур. (1961). Historians of India, Pakistan and Ceylon.. reviews the older scholarship
- Stern, Philip J (2009). „History and Historiography of the English East India Company: Past, Present, and Future”. History Compass. 7 (4): 1146—80. doi:10.1111/j.1478-0542.2009.00617.x.
- Stern, Philip J. (2020). „Early Eighteenth-Century British India: Antimeridian or antemeridiem?”. Journal of Colonialism and Colonial History. 21 (2): 1—26. doi:10.1353/cch.2020.0014.focus on C.A. Bayly, Imperial Meridian online.
- Whitehead, Clive (2005). „The historiography of British imperial education policy, Part I: India”. History of Education. 34 (3): 315—329. S2CID 144515505. doi:10.1080/00467600500065340.
- Winks, Robin (1999). „Historiography”.  Ур.: William Roger Louis. The Oxford History of the British Empire. 5.. chapters 11–15,
- Winks, Robin W (1966). The Historiography of the British Empire-Commonwealth: Trends, Interpretations and Resources.. this book is by a different set of authors from the previous 1999 entry
- Young, Richard Fox, ур. (2009). Indian Christian Historiography from Below, from Above, and in Between India and the Indianness of Christianity: Essays on Understanding – Historical, Theological, and Bibliographical – in Honor of Robert Eric Frykenberg.
- Editors, Charles Rivers (2016). The British Raj: The History and Legacy of Great Britain’s Imperialism in India and the Indian Subcontinent.
- Keith, Arthur Berriedale (1912). Responsible government in the dominions. The Clarendon press.. major primary source

### Годишњаци и статистички подаци
- Indian Year-book for 1862: A review of social, intellectual, and religious progress in India and Ceylon (1863), ed. by John Murdoch online edition 1861 edition
- The Year-book of the Imperial Institute of the United Kingdom, the colonies and India: a statistical record of the resources and trade of the colonial and Indian possessions of the British Empire (2nd изд.), India, 1893, стр. 375—462  — преко Google Books
- The Imperial Gazetteer of India (26 vol, 1908–31), highly detailed description of all of India in 1901. online edition
- Statistical abstract relating to British India, from 1895–96 to 1904–05 (London, 1906) full text online,
- The Indian year book: 1914 (1914) snippets
- The Indian Annual Register: A digest of public affairs of India regarding the nation's activities in the matters, political, economic, industrial, educational, etc. during the period 1919–1947. 1990.
  - 1930 edition
  - 1921 edition
  - 1919–1947 editions